# John Tipper
Anthony John Tipper (ur. 16 września 1944 w Buckingham) – brytyjski łyżwiarz szybki, olimpijczyk.

## Kariera
W wieku 23 lat Tipper uczestniczył w Zimowych Igrzyskach Olimpijskich 1968 w Grenoble. Wystąpił wówczas w dwóch konkurencjach łyżwiarstwa szybkiego: bieg na 500 m, gdzie zajął ex aequo 19. miejsce wraz z Gerdem Zimmermannem oraz bieg na 1500 m, gdzie zajął 28. miejsce.
Wielokrotnie brał udział w mistrzostwach Europy i świata, zarówno w wieloboju, jak i w wieloboju sprinterskim.

## Rekordy życiowe
| Dystans | Czas    | Data             | Miejsce           |
| ------- | ------- | ---------------- | ----------------- |
| 500 m   | 40.80   | 7 stycznia 1972  | Davos             |
| 1000 m  | 1:22.80 | 7 stycznia 1972  | Davos             |
| 1500 m  | 2:08.40 | 27 stycznia 1970 | Cortina d’Ampezzo |
| 3000 m  | 4:42.90 | 15 grudnia 1967  | Cortina d’Ampezzo |
| 5000 m  | 8:09.10 | 10 stycznia 1970 | Cortina d’Ampezzo |
| [ 3 ]   |         |                  |                   |